# اک-گواز-کاز
اک-گواز-کاز (به لاتین: Ak-Guaz-Kaaz) یک منطقهٔ مسکونی در تاجیکستان است که در ولایت سغد واقع شده‌است.